# Holger Iacobæus
Holger Christian Iacobæus, född 28 november 1915 i Johannes församling, Stockholm, död 16 november 2008 i Solna, var en svensk filmfotograf. Han var son till Hans Christian Jacobæus samt bror till Christian Jacobæus och Ulf Iacobæus.
Holger Iacobæus vilar på Skarhults kyrkogård i Eslövs kommun.

## Filmfoto
- 1950 – Ung och kär
- 1952 – Farlig kurva
- 1953 – Kungen av Dalarna